# Luci Valeri Messal·la Volès
Luci Valeri Messal·la Volès (en llatí Lucius Valerius Potiti. F. M. N. Messalla Volesus) va ser un magistrat romà fill de Potit Valeri Messal·la (Potitus Valerius Messalla) que va ser cònsol sufecte l'any 29 aC. Pertanyia a la gens Valèria, una de les famílies més antigues de Roma d'origen patrici.
Va sercònsol l'any 5 dC i a l'any següent procònsol a Àsia. En el seu proconsolat va ser molt cruel amb els administrats, cosa que va arribar a orelles d'August que va fer emetre un decret pel senat romà que el condemnava. Segons Sèneca, Massal·la va fer executar per decapitació en un sol dia a 300 persones i que va cavalcar pel damunt dels caps dient que era un espectacle reial o més que reial, ja que cap rei ho havia fet abans.